# Gare de Nançois - Tronville
La gare de Nançois - Tronville est une gare ferroviaire française de la ligne de Paris-Est à Strasbourg-Ville, située sur les territoires des communes de Nançois-sur-Ornain et de Tronville-en-Barrois, dans le département de la Meuse, en région Grand Est.
Elle est mise en service en 1851 par la Compagnie du chemin de fer de Paris à Strasbourg qui devient la Compagnie des chemins de fer de l'Est en 1854. C'est une halte ferroviaire de la Société nationale des chemins de fer français (SNCF) desservie par des trains TER Grand Est.

## Situation ferroviaire
Établie à 226 m d'altitude, la gare de bifurcation de Nançois - Tronville est située au point kilométrique (PK) 264,967 de la ligne de Paris-Est à Strasbourg-Ville, entre les gares ouvertes de Bar-le-Duc et de Lérouville. Elle est l'origine de la ligne de Nançois - Tronville à Neufchâteau (partiellement déclassée), notamment exploitée en trafic fret pour l'embranchement de la gare de Gondrecourt-le-Château.
Elle est le point de départ d'une section de 24 km à trois voies jusqu'à la gare de Lérouville en direction de Strasbourg ; elle abrite le centre d'essais ferroviaires N°2.

Galerie de photographies
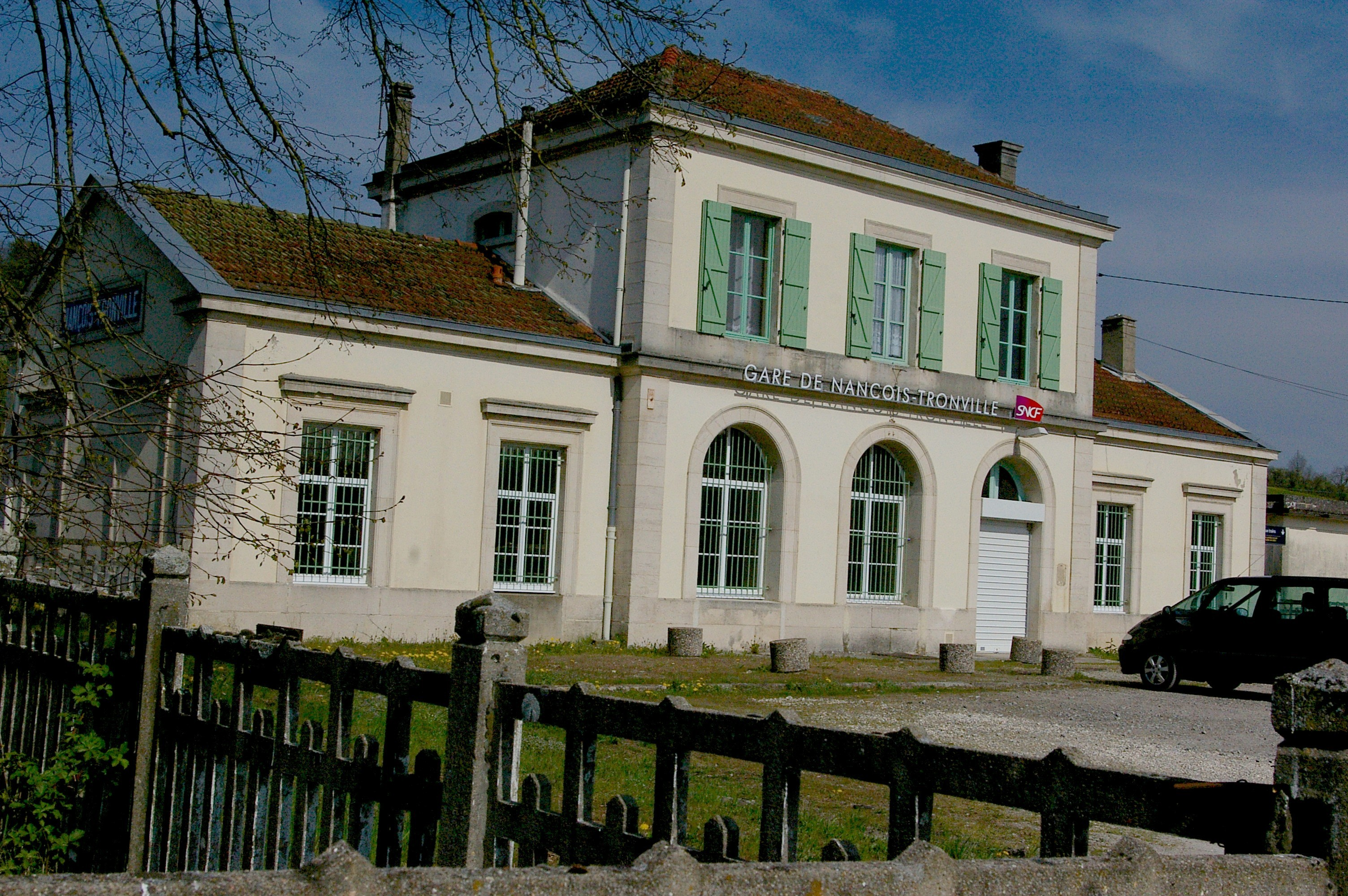
Côté parking.
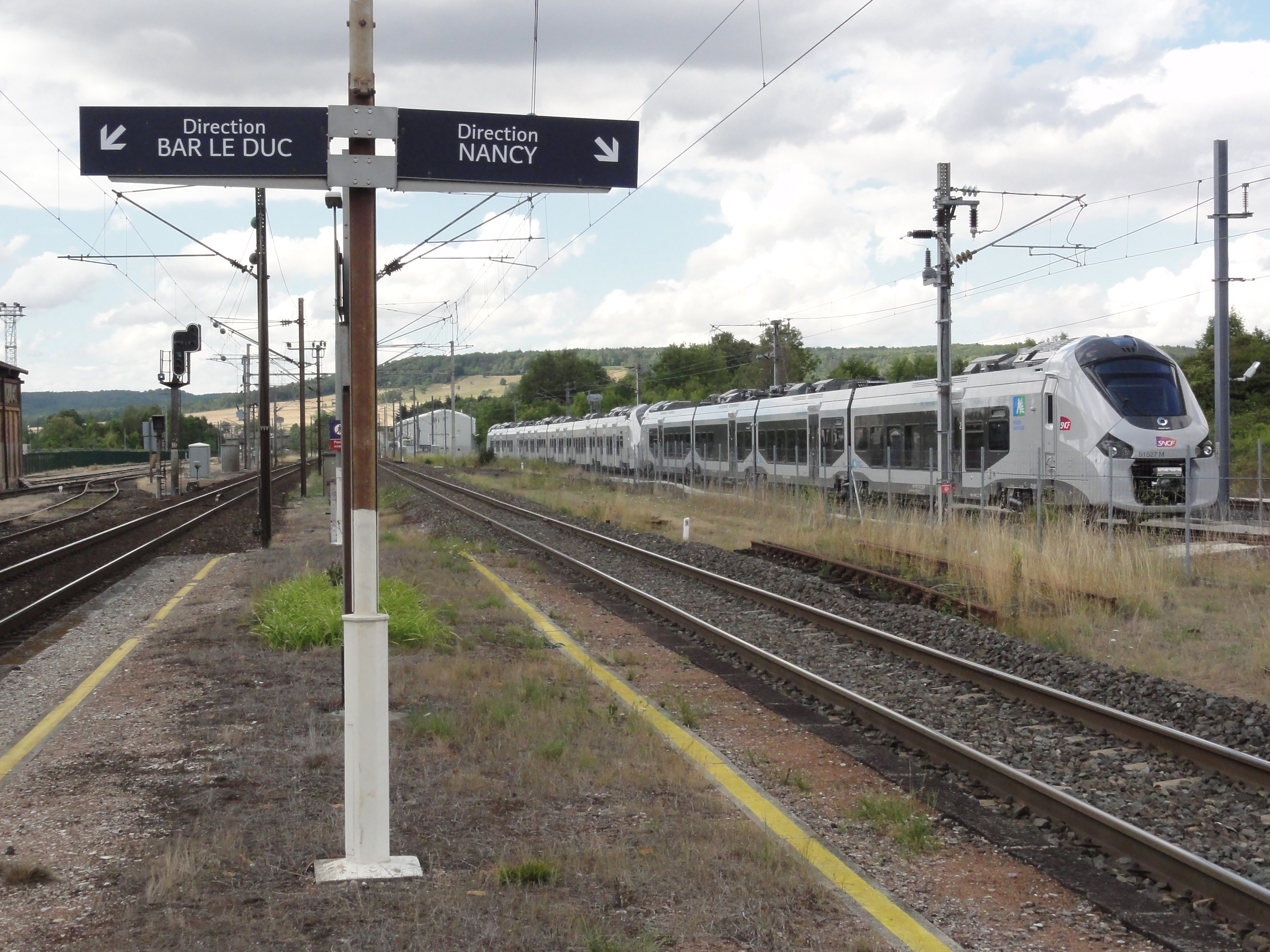
Quai de la gare.
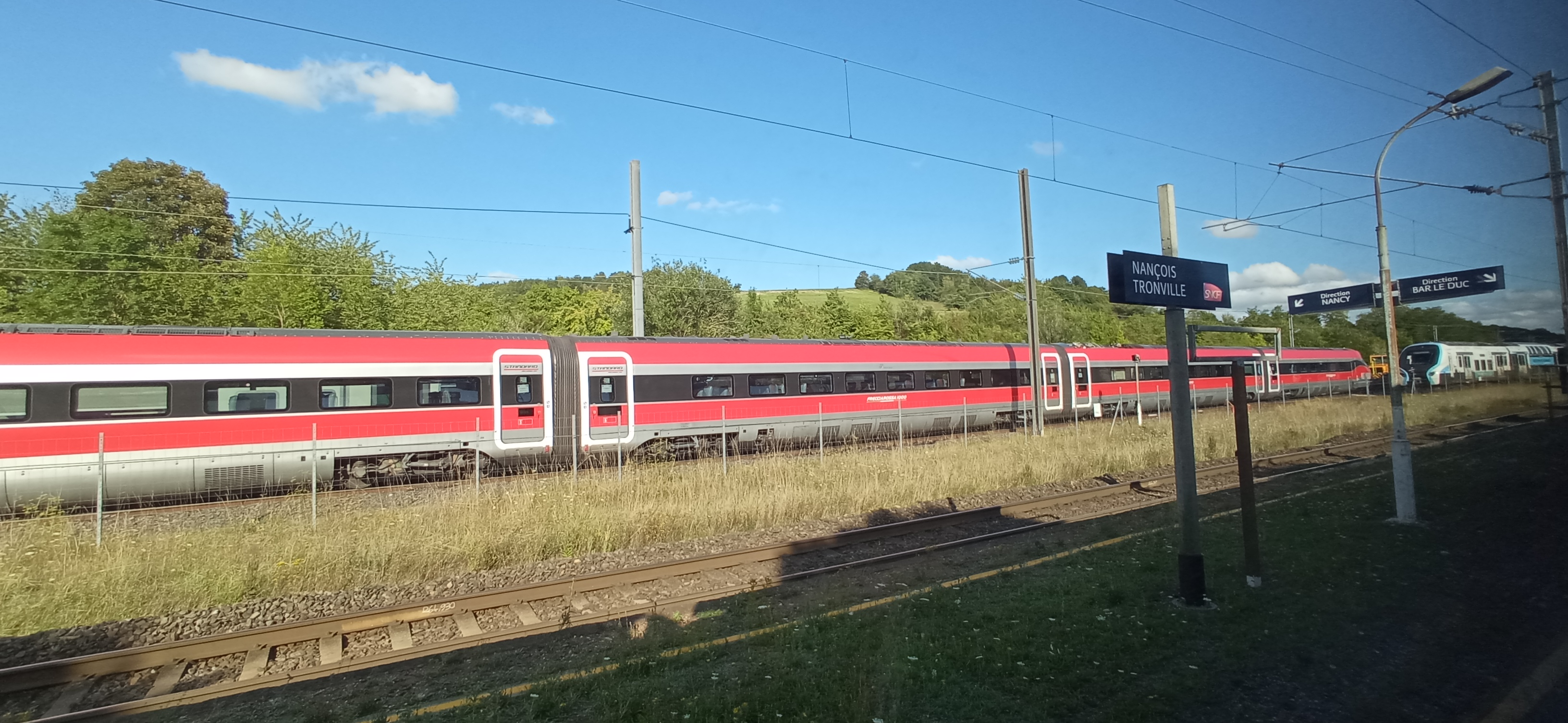
ETR 1000.

## Histoire
La station de Nançois-le-Petit est mise en service le 15 novembre 1851 par la Compagnie du chemin de fer de Paris à Strasbourg, lorsqu'elle ouvre à l'exploitation la section de Bar-le-Duc à Commercy de sa ligne de Paris à Strasbourg.
Le bâtiment voyageurs de style néoclassique, est typique des gares construites par la Compagnie du Paris - Strasbourg ; il correspond au type 5 dans la classification de la Compagnie des chemins de fer de l'Est. Celui de Nançois - Tronville est doté de deux ailes de deux travées.
La gare est électrifiée le 22 avril 1959 à l'occasion de la mise en service de la traction électrique entre Revigny et Metz.
Selon les estimations de la SNCF, la fréquentation annuelle de la gare figure dans le tableau ci-dessous
.
| Année     | 2015  | 2016 | 2017 | 2018 | 2019 | 2020 | 2021 | 2022  | 2023  | 2024  |
| --------- | ----- | ---- | ---- | ---- | ---- | ---- | ---- | ----- | ----- | ----- |
| Voyageurs | 1 434 | 855  | 892  | 858  | 866  | 664  | 891  | 1 191 | 1 288 | 1 216 |

## Service des voyageurs

### Accueil
Halte SNCF, c'est un point d'arrêt non géré (PANG) à entrée libre.

### Desserte
Nançois - Tronville est desservie par des trains TER Grand Est qui effectuent des missions entre les gares de Nancy-Ville et de Bar-le-Duc.

### Intermodalité
Le stationnement des véhicules est possible à proximité de l'ancien bâtiment voyageurs.

## Service des marchandises
La gare de Nançois - Tronville est ouverte au trafic du fret.